# Maingau
 (avril 2022).
Si vous disposez d'ouvrages ou d'articles de référence ou si vous connaissez des sites web de qualité traitant du thème abordé ici, merci de compléter l'article en donnant les références utiles à sa vérifiabilité et en les liant à la section « Notes et références ».
 (avril 2022).
La mise en forme du texte ne suit pas les recommandations de Wikipédia : il faut le « wikifier ».
Les points d'amélioration suivants sont les cas les plus fréquents. Le détail des points à revoir est peut-être précisé sur la page de discussion.
- Les titres sont pré-formatés par le logiciel. Ils ne sont ni en capitales, ni en gras.
- Le texte ne doit pas être écrit en capitales (les noms de famille non plus), ni en gras, ni en italique, ni en « petit »…
- Le gras n'est utilisé que pour surligner le titre de l'article dans l'introduction, une seule fois.
- L'italique est rarement utilisé : mots en langue étrangère, titres d'œuvres, noms de bateaux, etc.
- Les citations ne sont pas en italique mais en corps de texte normal. Elles sont entourées par des guillemets français : « et ».
- Les listes à puces sont à éviter, des paragraphes rédigés étant largement préférés. Les tableaux sont à réserver à la présentation de données structurées (résultats, etc.).
- Les appels de note de bas de page (petits chiffres en exposant, introduits par l'outil «  Source ») sont à placer entre la fin de phrase et le point final[comme ça].
- Les liens internes (vers d'autres articles de Wikipédia) sont à choisir avec parcimonie. Créez des liens vers des articles approfondissant le sujet. Les termes génériques sans rapport avec le sujet sont à éviter, ainsi que les répétitions de liens vers un même terme.
- Les liens externes sont à placer uniquement dans une section « Liens externes », à la fin de l'article. Ces liens sont à choisir avec parcimonie suivant les règles définies. Si un lien sert de source à l'article, son insertion dans le texte est à faire par les notes de bas de page.
- La présentation des références doit suivre les conventions bibliographiques. Il est recommandé d'utiliser les modèles {{Ouvrage}}, {{Chapitre}}, {{Article}}, {{Lien web}} et/ou {{Bibliographie}}. Le mode d'édition visuel peut mettre en forme automatiquement les références.
- Insérer une infobox (cadre d'informations à droite) n'est pas obligatoire pour parachever la mise en page.

Pour une aide détaillée, merci de consulter Aide:Wikification.
Si vous pensez que ces points ont été résolus, vous pouvez retirer ce bandeau et améliorer la mise en forme d'un autre article.

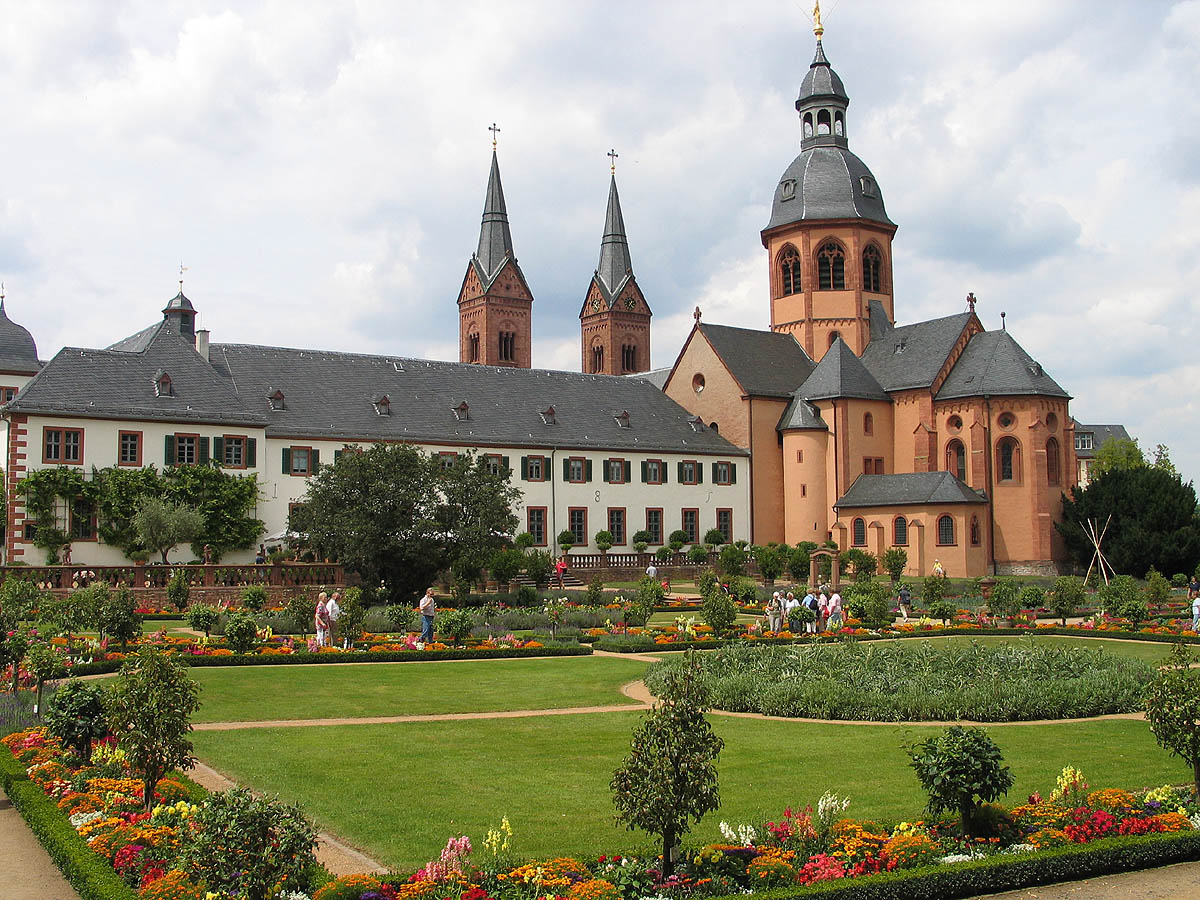
La Basilique d'Einhard à Seligenstadt

Le Maingau (le Gau du Main) était à l'époque des royaumes francs la zone de peuplement du Mainbogen, situé à l'est de Francfort-sur-le-Main et au nord de l'Odenwald jusqu'aux principaux affluents du Rodau, du Gersprenz et du Mümling, ainsi qu'à droite du Main à Aschaffenbourg. 
Le Maingau se situait dans le duché de Franconie, et plus tard dans le duché de Franconie occidentale (et également en Franconie rhénane).
Einhard, ou Eginhard, célèbre savant du Haut Moyen Âge, est né dans le Maingau (« in pago Moingewi ») vers 770.

## Emplacement

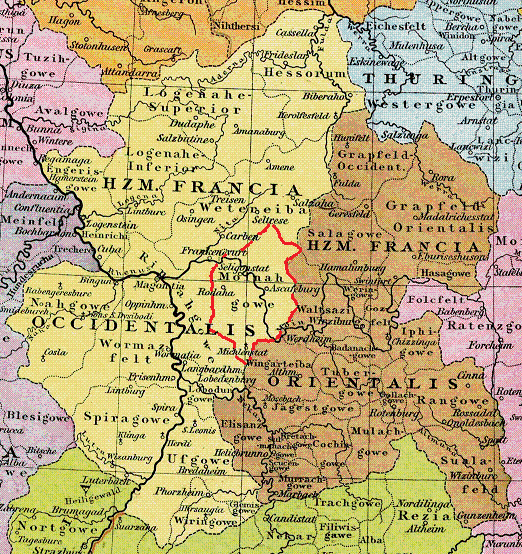
Localisation du Maingau dans le duché de Franconie occidentale (ici écrit en latin: "Francia occidentalis") vers l'an 1000

À l'ouest, le Maingau était délimité par l'Oberrheingau (gau du Rhin supérieur), au nord par le Niddagau et le Wettergau (ou Wetterau). 
En principe, il n'y avait pas de démarcation fixe. La frontière entre le Rheingau et le Maingau était située dans le vaste espace boisé du Dreieich, probablement le long de la ligne de partage des eaux des ruisseaux qui y prennent leur source. Les noms ultérieurs de Rodgau et Bachgau sont des subdivisions du Maingau. Outre le Bachgau et le Rodgau, le Kinziggau existait également en tant qu'Untergaue dans la partie nord, le long du Kinziggau et du Plumgau à l'est, dans le sud du Spessart.
Une délimitation plus précise du Maingau est donnée par Johann Wilhelm Christian Steiner dans son ouvrage de 1821, à la page 47 :« Le Maingau avait les frontières suivantes. D'Offenbach en remontant le Main jusqu'à l'embouchure de la Kinzig, mais de telle sorte que Dörnigheim appartienne toujours au Maingau. De là, la frontière du Kinzig monte jusqu'à Gelnhausen, où appartiennent les villes du Kinziggau: Höchst, Wirtheim, Kassel, puis Bieber et Löhrhaupten, qui se trouvent toutes dans l'Archidiaconat d'Aschaffenburg, au Maingau. Par le Spessart à côté du Sinngrund jusqu'à Lohr sur le Main; cette ville est dans son arrondissement. Puis avec les frontières du district de Lohr à Stadtprozelten jusqu'à l'Engelsberg, maintenant via Mainbullau jusqu'au comté d'Erbach, qui, aussi loin que s'étend le Plumgau, appartient en grande partie au Maingau. En passant par Berfelden à l'ouest jusqu'à Reichelsheim, Bieberau, Rheinheim, Georgenhausen, Roßdorf, Dieburg, Messel, Urberach, Oberroden, Ditzenbach, Heusenstamm et Offenbach. Tous ces lieux se trouvaient dans ses frontières les plus éloignées. »

## Histoire

### Période romaine

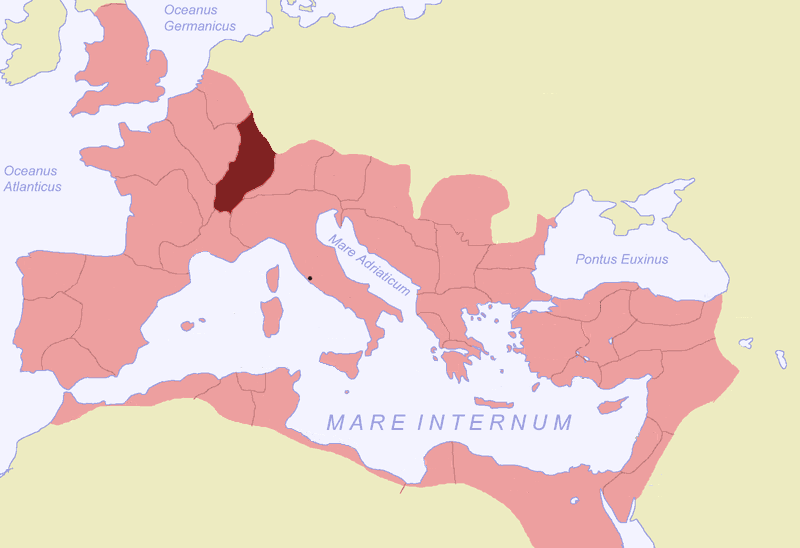
Localisation de la province de Germanie supérieure dans l'Empire romain

Lorsque la région était sous contrôle de l'Empire romain, le Maingau de la période tardive faisait partie de la civitas auderiensium, dans la province de Germanie supérieure. Dans les écrits de Tacite, les habitants de la région, appelée champs décumates, étaient déjà évoqués.
Après le retrait des troupes romaines des champs décumates à droite du Rhin, jusqu'en 260 apr. J.-C., la population mixte celto-germanique resta résidente et continua à commercer avec les Romains sur la rive gauche.

### Période alamane

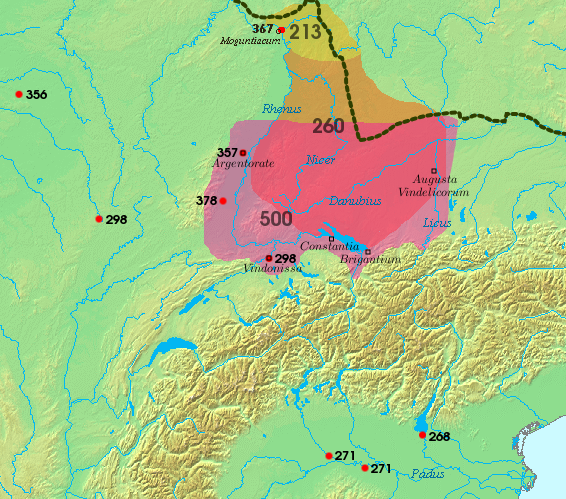
Aperçu de la répartition des Alamans entre 213 et 500

De la période de migration des peuples, on peut citer en particulier les Alamans. Plusieurs fondations locales du Maingau leur sont dues : Bellingen, Sprendlingen (« Sprendlingun »), Mainflingen (« Manolfingen »), Hainstadt (« Heinstadt »), Seligenstadt (« Saligunstadt »), Stockstadt (« Stoddenstadt ») et Groß- et Klein- Krotzenburg ("Cruzenburch"). Voir aussi l'article sur les lieux se terminant par -ingen.

### Période franque

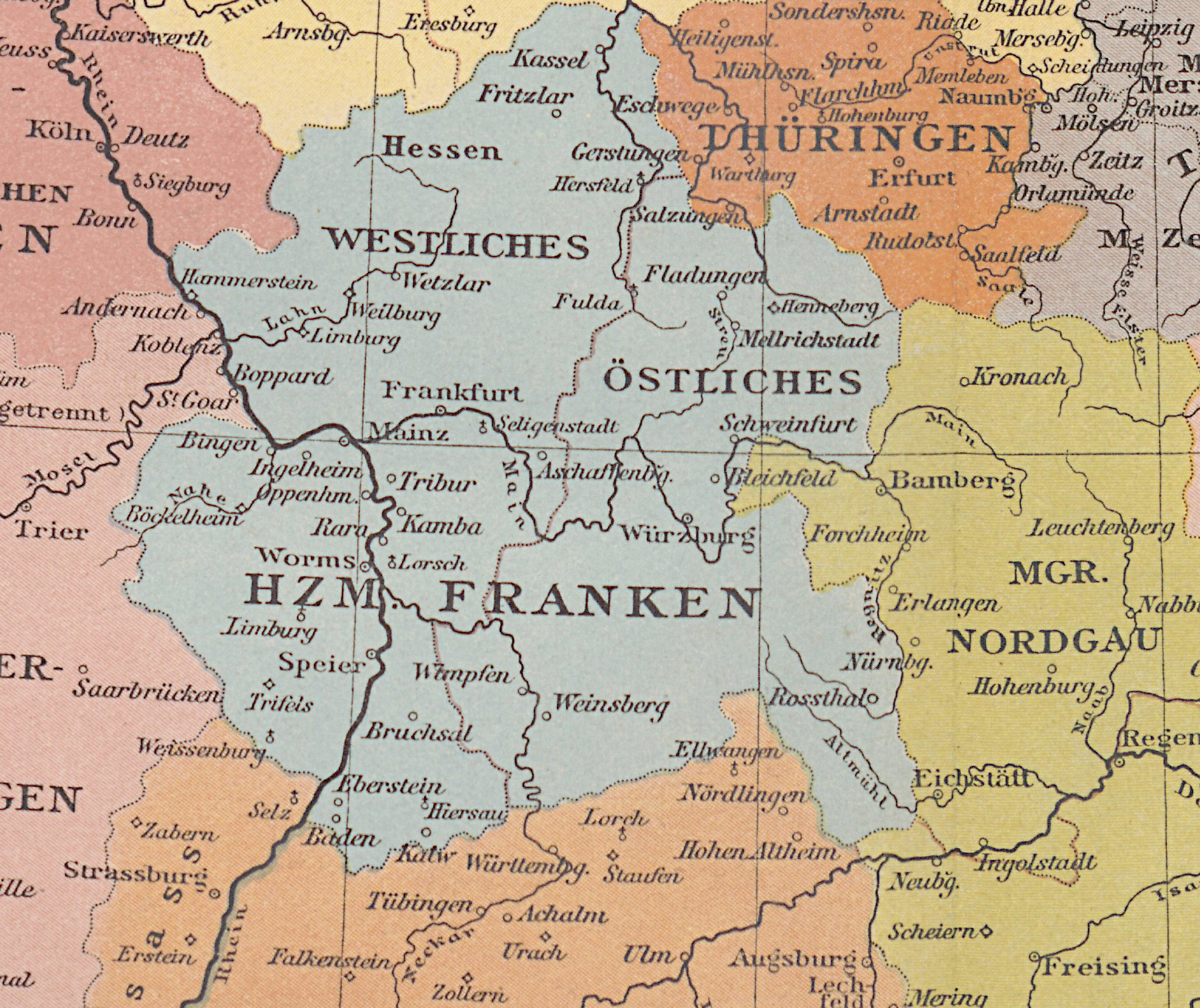
Duché de Franconie vers 800 (ici écrit en allemand: hzm. Franken)

#### Mérovingiens
Après la victoire du roi franc Clovis Ier sur les Alamans en 496, la zone de peuplement alémanique passa sous la domination franque. Elle appartenait à la partie du royaume nommée Austrasie. Sous les Francs, le Maingau était subordonné aux comtes du Maingau en tant que zone administrative et faisait partie du duché de Franconie, plus tard de la Franconie rhénane.
Les nouveaux souverains francs déménagèrent à l'époque mérovingienne (481-560) les anciennes colonies de Bürgel, Bieber, Lammerspiel et Roden - tout en conservant les anciens noms - sur des bases nouvellement établies, situées sur des liaisons routières. Les anciennes voies romaines ont continué à être utilisées. Les colonies alémaniques de Langen, Sprendlingen, Bellingen, Mainflingen, Krotzenburg, Hainstadt, Seligenstadt et Stockstadt ont continué d'exister dans le cadre d'une colonie franconienne (voir aussi l'acquisition de terres franconiennes).

L'Europe centrale au début du Moyen Âge. Le Maingau se trouvait en Austrasie

À la jonction des anciennes voies romaines dans la zone forestière, Guntheim et Jügesheim (Guginsheim) ont émergé comme des colonies militaires franconiennes. Schwanheim (Sueinheim), Rumpenheim, Dietesheim (Ditinesheim), Meielsheim (Meginoluesheim), Groß- et Klein-Auheim (Euuichheim) et Groß- et Klein-Welzheim (Walinesheim) ont été fondées sur la Mainuferstraße. Une route de Sprendlingen via Bieber à Lämmerspiel et une route de Bürgel via Bieber, Bellingen et Nieder-Roden à Altdorf ont été ajoutées comme nouvelles liaisons routières.
Après la division franconienne de l'empire en 561, la noblesse prend le pouvoir et met le royaume entre ses mains. De vastes défrichements ont eu lieu dans le Maingau à cette époque. De nouvelles fondations dans la zone défrichée ont reçu des noms personnels en rapport avec les terminaisons -bach, -tal, -hofen et -feld, au Maingau, il y a :
- Offenbach, -bach-Ort avec le prénom personnel Ovo. Des VIe et VIIe siècles il y a aussi un cimetière franconien au sud du centre-ville le plus ancien sur la Waldstraße.
- Dietzenbach, -bach-Ort avec le prénom personnel Diozo.
- Dudenhofen, -hofen-Ort avec le nom personnel Tuoto ou Dodo. Dudenhofen a été fondée par des aristocrates et est devenue un carrefour du réseau routier étendu de Maingau aux dépens de l'ancien carrefour de Jügesheim.
- le village abandonné de Hartingshofen près de Dietzenbach (du nom de Harto), documenté au XIIIe siècle mais déjà désert à l'époque.

D'autres nouvelles fondations dans la région du Bas-Main en dehors du Maingau incluaient : Mörfelden (Mersenuelt), Langen et Egelsbach (du nom Egilo).

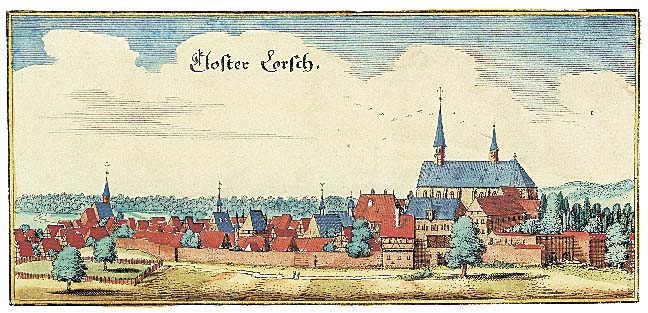
Le monastère impérial de Lorsch a acquis de vastes possessions dans le Maingau grâce à des dons

#### Carolingiens
À l'époque carolingienne (687-814) il y a eu un nouveau renforcement du pouvoir royal et, en conséquence, une colonisation répétée des zones forestières. Au Maingau, des dons importants aux monastères impériaux nouvellement fondés et aux églises impériales ont été faits par les nobles. Les cimetières en rangée à l'extérieur des villages ont disparu et les morts ont été enterrés près des églises au centre du village. Les objets funéraires ont été interdits (en raison de la christianisation et de l'augmentation des pillages).
Bien que le roi Clovis I ait été baptisé chrétien en 499, les habitants du Maingau sont restés fidèles à leurs anciennes coutumes païennes. Ce n'est qu'en 719 que la région est prosélysée par Bonifatius (voir aussi mission allemande).
Ces fondations ont reçu la terminaison -hausen :
- Dreckshausen (Dreckhusen 1336), zone déserte près de Froschhausen, le nom remonte au sous-sol marécageux, c'est pourquoi l'endroit ne fut plus fréquenté. En 1567, on disait que la place était épuisée. Il ne restait qu'une seule ferme qui appartenait au monastère de Seligenstadt. Aujourd'hui se trouve le lieu de pèlerinage Liebfrauenheide,
- Froschhausen (villa Froschusen 1323), propriété du monastère de Seligenstadt,
- Hainhausen (Haginhusen 1107), siège des seigneurs de Hagenhausen qui étaient les descendants des Maingaugrafen, d'où sortirent plus tard les seigneurs d'Eppstein,
- Ippingshausen (Ippingeshusen 1210) Désert au sud-est de Dietzenbach. Déjà désolée vers 1400, ses habitants se sont probablement installés à Dietzenbach,
- Messenhausen (1282) était un lieu qui appartenait aux chevaliers impériaux. Pendant la guerre de Trente Ans, Ober-Roden s'empare de la moitié du quartier (temporairement réduit à trois cours),
- Obertshausen (Oberdueshusen XIe siècle), le château entouré de douves, dont les vestiges se trouvent à environ 300 mètres au sud-est de la vieille ville, appartenait aux seigneurs de Hausen en marge des comtes de Hagenhausen,
- Patershausen (Patershusen 1210), à l'origine il y avait un petit monastère bénédictin (dissous en 1252 par Ulrich II von Munzenberg et occupé par des moniales de l'ordre cistercien),
- Rennigishausen (Rennigishusen), la seule mention de l'endroit vient d'une donation au monastère de Patershausen en 1210. En 1385, un moulin à Rennigishausen est mentionné, mais l'endroit semble avoir été désolé à l'époque. Rennigishausen était entre Heusenstamm et Patershausen.
- Richolfshausen (Rycholfshusen), répertorié entre 1338 et 1430 dans le nord du district de Dietzenbacher,
- Zellhausen (Celhusen 1329), possession de deux cours du monastère de Seligenstadt. L'église-cellule, qui existait jusqu'en 1816 (à l'ouest du village), était située au milieu d'un vraisemblablement au XIIIe Des fortifications abandonnées[Quoi ?] au XIXe siècle, qui peuvent avoir été la base des missionnaires irlandais-écossais,
- Hausen (Husen près de Mainflingen 1357), fief de la chevalerie impériale de Hanau. La « Haus Schloss » est une ancienne colline-tour du Xe ou XIe siècle avec un constructeur inconnu.

La chevalerie impériale et les possessions spirituelles de ces maisons de l'époque carolingienne indiquent un règlement planifié et la remise en état des terres nouvellement défrichées par la royauté.
Plusieurs coopératives de marché existaient à Maingau : Biebermark et Auheimer Mark (anciennement Bellinger Mark), Rödermark (Marca Rothaher), Babenhäuser Mark (anciennement appelée Babenberger marca avec la dernière Dieburger Mark), Orlis-Mark (la Mark Orlis à Bachgau, un quartier inférieur des Maingaus, avait son siège dans le désormais fermé Ringenheim près de Großostheim), Obermark (Oberhof Zellhausen, anciennement Manolfinger marca), Hohe Mark (sur la rive droite du Rhin). En plus des forêts impériales (à l'ouest), ces coopératives de moelle forestière étaient également constituées d'exploitations forestières monastiques. Ils ont survécu à l'époque franque, le Biebermark z. B. n'a été dissous qu'en 1819. Les forêts, qui sont encore nombreuses aujourd'hui au sud du Main, ainsi que les zones forestières autrefois étendues au nord du fleuve, appartenaient en grande partie au Dreieich Wildbann. Dans la partie sud du Maingau, entre le Welzbach (Pflaumbach) près de Großostheim et le Laudenbach, s'étendit l' envoûtement sauvage du monastère de Breuberg, dépendant du monastère de Fulda.

### Les comtes du Maingau

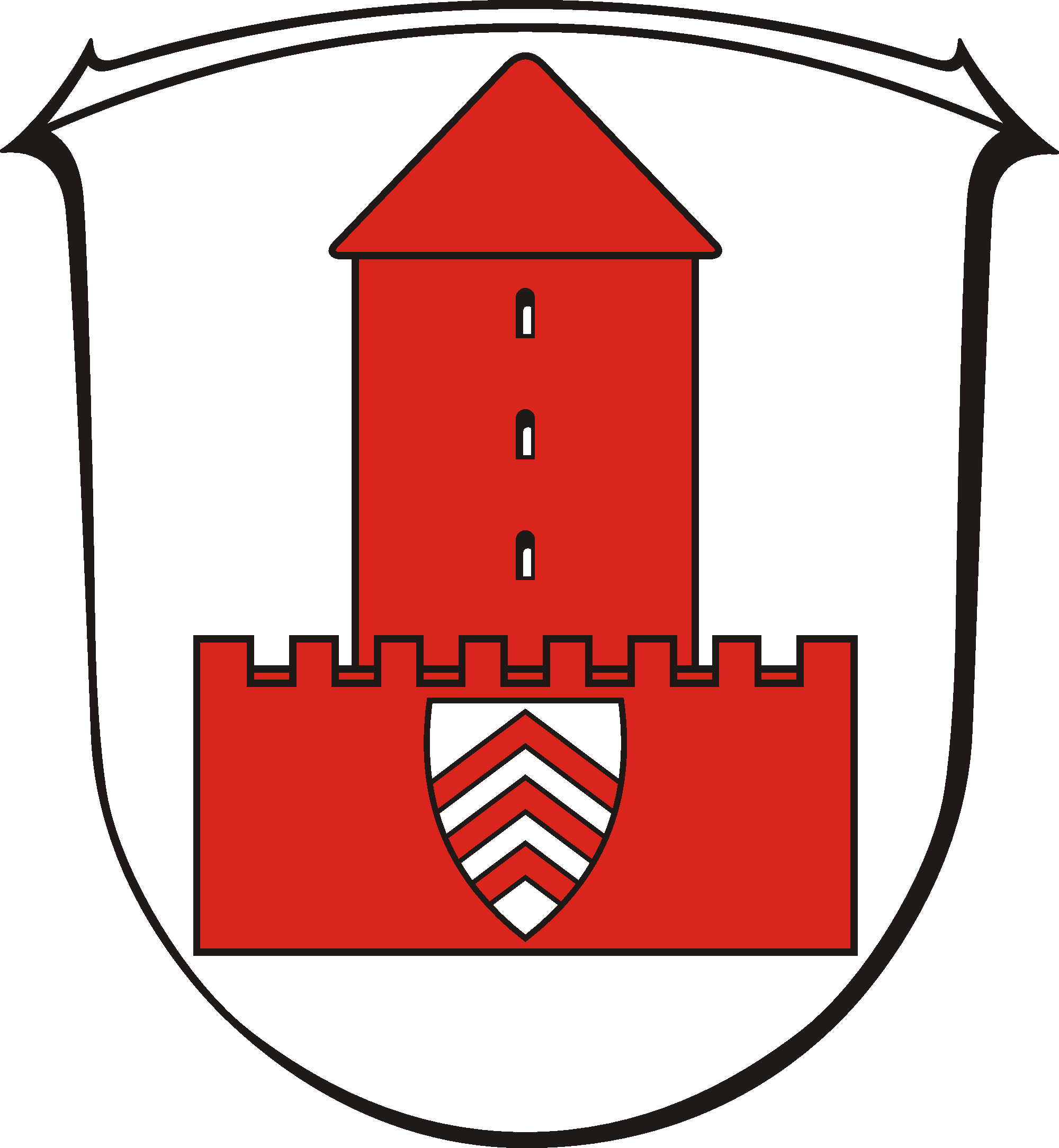
Le château entouré de douves de la famille Hagenhausen dans les armoiries de Hainhausen

Sous les successeurs de Charlemagne, les comtés devinrent héréditaires. Les comtes du Gau de Maingau sont mal connus. On pense que la famille von Hagenhausen (basée dans ce qui est maintenant le quartier Rodgau de Hainhausen) peut leur être attribuée. De leur côté, les seigneurs d'Eppstein retournent dans la famille Hagenhausen.
Les nobles attestés comportent:
- Le comte Drogo (attesté entre 753 et 762) possédait les villages d'Ober- et Untermühlheim (aujourd'hui Seligenstadt et Mühlheim) selon un document de l'an 815.
- Comte Rupert vers 776.
- Le comte Warin (également Werinhere) et sa femme Fiderun (à partir de 762 également Friderun) ont fait don de biens considérables de Bieber au monastère de Fulda en 768 ou 786, comme cela est enregistré par écrit. La dernière famille impériale allemande des Saliens descendrait de Gaugraf Warin. Warin était également comte de Thurgovie vers 772. Elle est attestée jusqu'en 813.
- Le comte Walah a fait un don à Bieber avant 768. Les lieux Groß- et Klein-Welzheim tirent leur nom de Walah (Walinesheim).

Au IXe siècle, les comtes franconiens de Babenberg se trouvaient au Maingau. D'où le nom de la marche de Babenberger pour la zone de la future Babenhauser et de la marche de Dieburger.
- Le comte Conrad l'Ancien (des Konradiniens) fut nommé par l'empereur Arnulf de Carinthie en 893 à la place de Popponen Margrave à Maingau. Cela a conduit à une hostilité amère entre les deux sexes. Konrad est né vers 855 et est décédé le 27 mai. février 906.
- Comte Konrad le Jeune († 23. décembre 918) 908: comte au Hessengau, 910: comte au Keldachgau, Margrave au Maingau et Dux (duc de Franconie), 7./10. Novembre 911: roi de Franconie orientale comme successeur du dernier carolingien de Franconie orientale Ludwig l'enfant; Fonde en 912 Sankt Walpurgis à Weilburg, enterré à Fulda, fils de Konrad l'Ancien
- Comte Eberhard († 23 octobre 939 près d'Andernach) (Konradinens), duc de Franconie, 909 abbé laïc de Sankt Maximin à Trèves, 913 comte à Hessengau et Perfgau, 913 et 928 comte à Oberlahngau, 914 Margrave, 936 Truchsess, Margrave à Maingau, 938 comte Palatin fils de Konrad l'Ancien
- Le comte Ruochar, vers 945, a un comitat dans la « marche royale ».
- Le comte Meingaud, également Meingoz ou Meiningoz, de la maison des Konradines fut comte à Maingau entre 965 et 987 et comte à Lobdengau de 987 à 1002 et abbé laïc de Saint-Maximin. Petit-fils d'Eberhard fils de Konrad III
- Le comte Gerlach ("Gerlahi") apparaît en 1013 dans un acte de donation du roi Heinrich II en tant que propriétaire du village de Dietesheim. Peut-être était-il aussi Gaugraf à Lahngau.
- Le comte Gerhard, probablement membre de la famille noble des Reginbodonen descendants  des Konradines, est nommé comte de Maingau en 1069.

De plus, au XIe siècle appelé un comte Dito, qui possédait des biens à Rodheim (Rodem) aujourd'hui Radheim.

### La poursuite du développement

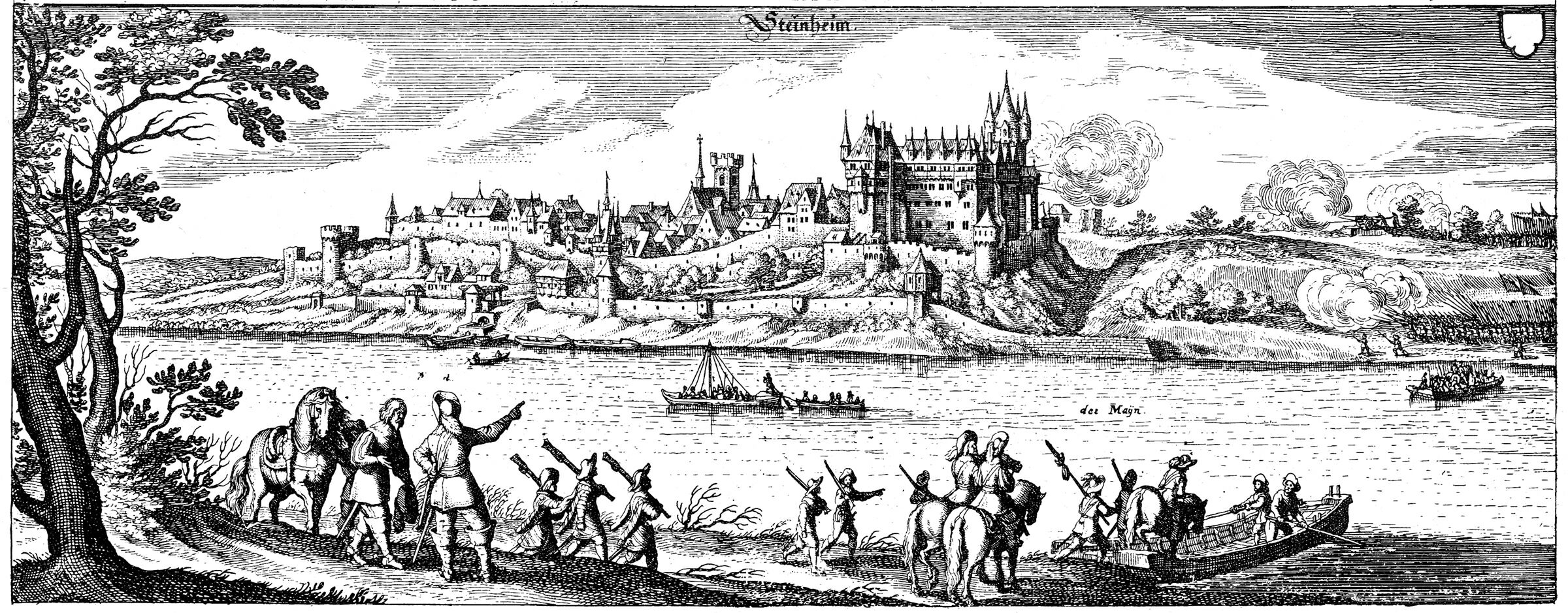
Le Château de Steinheim, siège des huissiers de justice de Steinheim

Plus tard, la propriété dans le nord de Maingau est restée principalement avec les seigneurs de Hagenhausen, qui se sont appelés plus tard seigneurs d'Eppstein d'après leur nouveau quartier général. En 1425, Gottfried von Eppstein vendit l'ensemble du Amt Steinheim à l'électorat de Mayence. Les comtes d'Isenburg, Hagen-Münzenberg et von Falkenstein ont également acquis plus tard de riches exploitations au Maingau.
À partir de 1803, une grande partie de l'ancien Maingau appartenait au Grand-Duché de Hesse et à la Principauté d'Aschaffenburg, qui fut brièvement rattachée au Grand-Duché de Francfort et en 1814 à la Bavière. Les Hessois divisèrent la région en de nouvelles structures administratives au cours de la période suivante. Aujourd'hui, l'ancien Maingau est divisé en la ville indépendante d'Offenbach am Main, le district d'Offenbach, le district de Darmstadt-Dieburg, le district d'Aschaffenburg et le district de Miltenberg dans les États fédéraux de Hesse et de Bavière.

### Actes de donation
De nombreux lieux de Maingau ont été mentionnés pour la première fois dans des actes de donation à l'abbaye de Lorsch. Cela a donné au monastère de vastes possessions dans ce domaine au début du Moyen Âge.
Des mentions documentaires de l'époque franconienne sont parvenues aux endroits suivants dans le Maingau :
- Rumpenheim est né le 1. Juillet 770 mentionné dans un acte de donation concernant un vignoble d'un Gunthart au monastère de Lorsch, 16 autres donations (850 Lorsch possédait 600 à 700 acres à Rumphenheim) entre autres un échange entre le roi Heinrich I et le monastère Fulda ,
- Bellingen fut mentionné plusieurs fois entre 765 et 815 dans des actes de donation au monastère de Lorsch (dont le don d' Erlulf en 791 comme à Bieber et Ober- et Nieder-Roden), jusqu'en 1385 le lieu devient désolé ,
- Klein-Welzheim et Großwelzheim ont été mentionnés comme Walinesheim 772 dans un acte de donation du monastère de Lorsch,
- Mainflingen, de 775 à 799 diverses donations de biens au monastère de Lorsch dans la marca Manolfinger sont enregistrées
- Don Bürgel 790 à l'abbaye de Lorsch, dans le 9e Don du siècle à St. Salvator à Francfort (le "village appelé Bürgel comprenant l'église et la dîme associée, car il appartenait à Ruotker en tant que fief").
- Bieber a été mentionné dans le premier document définitivement datable le 22. Mentionné en avril 791, lorsqu'un noble de Franconie nommé Erlulf a donné l' intégralité de sa propriété à Bieber au monastère de Lorsch, les dons des mainggraves Warin (quatre sabots) et Walah (tous ses biens à Bieber) ne peuvent pas être clairement datés, mais sont estimés à 768 au plus tard le 28. Septembre 868, un Teotger fait don de ses biens à Bieber au monastère de Lorsch
- Ober-Roden et Nieder-Roden ont été ouverts le 22. Mentionné en avril 791, lorsqu'un noble de Franconie nommé Erlulf a donné l' intégralité de ses biens dans les lieux au monastère de Lorsch, Roden (Ober- ou Nieder-Roden) a été mentionné dès 790 dans un don au monastère de Lorsch, et le monastère de Rotaha a été mentionné dès 786 ,
- Dörnigheim 793 a donné Wolfbodo au monastère de Lorsch, entre autres, la région de Maingau, qui était à Turinchheim ,
- Klein-Auheim et Großauheim ont été mentionnés dans un document d'un Reginbodo 806 comme Euuichheim et 1062 comme Oweheim ,
- Mühlheim a été mentionné en 815 comme Untermühlheim dans un acte de donation de l'empereur Louis le Pieux au monastère de Lorsch (quatre sabots avec des serfs),
- Seligenstadt a été mentionné en 815 comme Obermühlheim dans une donation de Ludwig le Pieux au monastère de Lorsch (19 Hufen et 13 serfs), cette propriété appartenait autrefois au comte Drogo,
- Offenbach est mentionné en 977 dans un acte de donation de l'empereur Otton II (l'église est donnée à la Salvatorkapelle de Francfort),
- Kleinostheim 980 Certificat d'un Megengozi,
- Dietesheim En 1013, le roi Heinrich II cède sa propriété de Dietesheim à l'abbaye de Lorsch en échange,
- Stockstadt am Main comme Stoddenstadt 1024,
- Hausen, en 1049, le roi Heinrich IV. Pour créer de nouvelles pauses à la villa Hausen,
- Babenhausen au XIe siècle dans un document d'un Reginbodo,
- Hergershausen,
- Hainstadt,
- Meielsheim (plus tard dévasté).

## Le Maingau aujourd'hui
Ces derniers temps, il y a eu une tendance à appliquer le terme Maingau, qui a depuis longtemps cessé d'être une unité administrative, de manière non spécifique à de plus grandes parties de la région Rhin-Main. Derrière cela se trouvent probablement les divisions de district des guildes de gymnastique et de tir. Le Sport-Schützengau 8 s'appelle "Maingau" et comprend les districts 81 Frankfurt, 82 Offenbach, 83 Main-Taunus, 84 Hochtaunus et 85 Usingen. En 1890, l'hôpital Maingau a été ouvert dans le quartier Nordend de Francfort par l'Association des femmes patriotiques de Rothen Kreuz. A Flörsheim am Main , le Maingau-Bote (aujourd'hui Flörsheimer Zeitung) est publié jusqu'en 1989.
Mais le terme existe aussi toujours pour le quartier d'origine : Une fusion de Volksbanken dans le quartier Offenbach et Volksbank Hausen, décidée dans les années 1990, s'appelle Volksbank Maingau et, depuis la fusion avec Volksbank Obertshausen, le nom Vereinigte Volksbank Maingau. Il y a aussi, par exemple, Maingau Energie GmbH (anciennement Obertshausen Gas Supply Association) et la Maingau-Halle à Kleinostheim.
L'association de district de la Junge Union Offenbach-Land s'appelle « Junge Union Maingau » depuis mars 2007. Des voix se font également entendre pour que le quartier d'Offenbach (auquel la ville d'Offenbach n'appartient plus depuis 1938) soit rebaptisé quartier de Maingau.

## Littérature
- Karl Nahrgang : Ville et district Offenbach am Main - Atlas pour les études de peuplement, le trafic, l'administration, l'économie et la culture . Commission maison d'édition Dr. Waldemar Kramer, Francfort-sur-le-Main 1963.
- Karl Nahrgang : Ville et district d'Offenbach am Main - Études et recherches, Volume 4 . Maison d'édition Waldemar Kramer, Francfort-sur-le-Main 1958.
- JW Chr. Steiner : Antiquités et histoire du Bachgau dans le vieux Maingau I-III . Aschaffenbourg 1821 et 1827.
- JW Chr. Steiner : Histoire et antiquités du Rodgau dans le vieux Maingau . Darmstadt 1833

## liens web
- Die Gaue vor 900. Geschichtlicher Atlas von Hessen. In: Landesgeschichtliches Informationssystem Hessen (LAGIS).
- Die Gaue nach 900. Geschichtlicher Atlas von Hessen. In: Landesgeschichtliches Informationssystem Hessen (LAGIS).